# Stegolepis albiflora
Stegolepis albiflora är en gräsväxtart som beskrevs av Julian Alfred Steyermark. Stegolepis albiflora ingår i släktet Stegolepis och familjen Rapateaceae. Inga underarter finns listade i Catalogue of Life.